# Horst Gentzen
Horst Gentzen (Berlino, 14 marzo 1930 – Berlino, 9 agosto 1985) è stato un attore e doppiatore tedesco.

## Biografia
Horst Gentzen frequentò tra il 1946 e il 1949 corsi di recitazione presso la scuola di Leonore Ehn a Berlino. Già nel 1946 fece il suo debutto teatrale come piccolo fuochista ne Der goldene Anker di Marcel Pagnol al Schlosspark-Theater di Berlino, dove dal 1946 al 1948 ottenne anche il suo primo ingaggio stabile. A partire dal 1949 recitò per due anni insieme a Lil Dagover in una compagnia teatrale in tournée.
Horst Gentzen morì nel 1985, all’età di 55 anni, nella sua città natale, Berlino, a causa di una cirrosi epatica. Fu sepolto nel cimitero Schöneberg III a Berlino-Friedenau.

## Filmografia

### Cinema
- Und finden dereinst wir uns wieder… - regia di Hans Müller (1947)
- Kein Platz für Liebe - regia di Hans Deppe (1947)
- 1-2-3 Corona - regia di Hans Müller (1947)
- Unser täglich Brot - regia di Slatan Dudow (1949)
- Man spielt nicht mit der Liebe - regia di Hans Deppe (1949)
- Fünf unter Verdacht - regia di Kurt Hoffmann (1950)
- Es geht nicht ohne Gisela - regia di Hans Deppe (1951)
- Die tolle Lola - regia di Hans Deppe  (1954)
- Einmal ist keinmal - regia di Konrad Wolf (1955)
- Tausend Melodien - regia di Hans Deppe (1956)
- Spielbank-Affäre - regia di Arthur Poh (1957)
- Das verbotene Paradies - regia di Max Nosseck (1958)
- Endstation Liebe - regia di Georg Tressler (1958)
- L'angelo sporco (Schmutziger Engel) - regia di Alfred Vohrer (1958)

## Doppiaggio

### Film
- Jerry Lewis in Il caporale Sam, Il nipote picchiatello, Il marmittone, Artisti e modelle, Il ponticello sul fiume dei guai, Attente ai marinai!, Più vivo che morto, Il mattatore di Hollywood, Dove vai sono guai! , Le folli notti del dottor Jerryll, Jerry 8¾, Pazzi, pupe e pillole, Boeing Boeing, 3 sul divano, Stazione luna , Comiche dell'altro mondo, Qua la mano picchiatello!..
- Kenneth Williams in Carry On Cowboy
- Peter Lorre in Amore e mistero, Tigre verde, L'ultimo avvertimento di Mr. Moto, Casablanca, La mia brunetta preferita
- Ringo Starr in Aiuto!, Tutti per uno

### Animazione
- Clay in Lo scoiattolo Banner